# Falguière (metropolitana di Parigi)
Falguière è una stazione della linea 12 della metropolitana di Parigi.

## La stazione
La stazione venne aperta nel 1910 e prese il nome di Alexandre Falguière, scultore francese del XIX secolo.

## Interscambi
- Bus RATP - 28, 82, 89, 92